# Consuelo Leandro
Maria Consuelo da Costa Ortiz Nogueira más conocida como Consuelo Leandro (Lorena, 27 de mayo de 1932 — São Paulo, 5 de julio de 1999) fue una humorista y actriz brasileña.

## Obra

### Filmografía
| Ano  | Título                                         | Papel             |
| ---- | ---------------------------------------------- | ----------------- |
| 1953 | Com a Mão na Massa                             | Benedita          |
| 1953 | Três Recrutas                                  |                   |
| 1954 | Carnaval em Caxias                             | Filha do Prefeito |
| 1954 | O petróleo é nosso                             | Chica Bagunça     |
| 1955 | Angu de Caroço                                 |                   |
| 1956 | Tira a Mão Daí!                                | Mocinha           |
| 1957 | Espírito de Porco                              | Maria             |
| 1958 | No Mundo da Lua                                | Carolina          |
| 1959 | Mulheres à Vista                               | Boca de Caçapa    |
| 1960 | Sai Dessa, Recruta                             | Emengarda         |
| 1960 | Pistoleiro Bossa Nova                          | Pequenina         |
| 1970 | A Arte de Amar Bem                             | Cremilda          |
| 1971 | Lua-de-Mel e Amendoim                          | Assunta           |
| 1979 | Gugu, O Bom de Cama                            | Mãe de Gugu       |
| 1979 | O Bem Dotado, o Homem de Itu                   | Nair              |
| 1981 | Como Faturar a Mulher do Próximo               |                   |
| 1982 | Ousadia                                        |                   |
| 1983 | O Menino Arco-Íris                             | Primera Lavadeirq |
| 1985 | Os Bons Tempos Voltaram: Vamos Gozar Outra Vez | Nena              |
| 1990 | O Escorpião Escarlate                          | Madre             |